# Pinus gordoniana
Pinus gordoniana é uma espécie de pinheiro originária do Novo Mundo. Faz parte do grupo de espécies de pinheiros com área de distribuição na México.

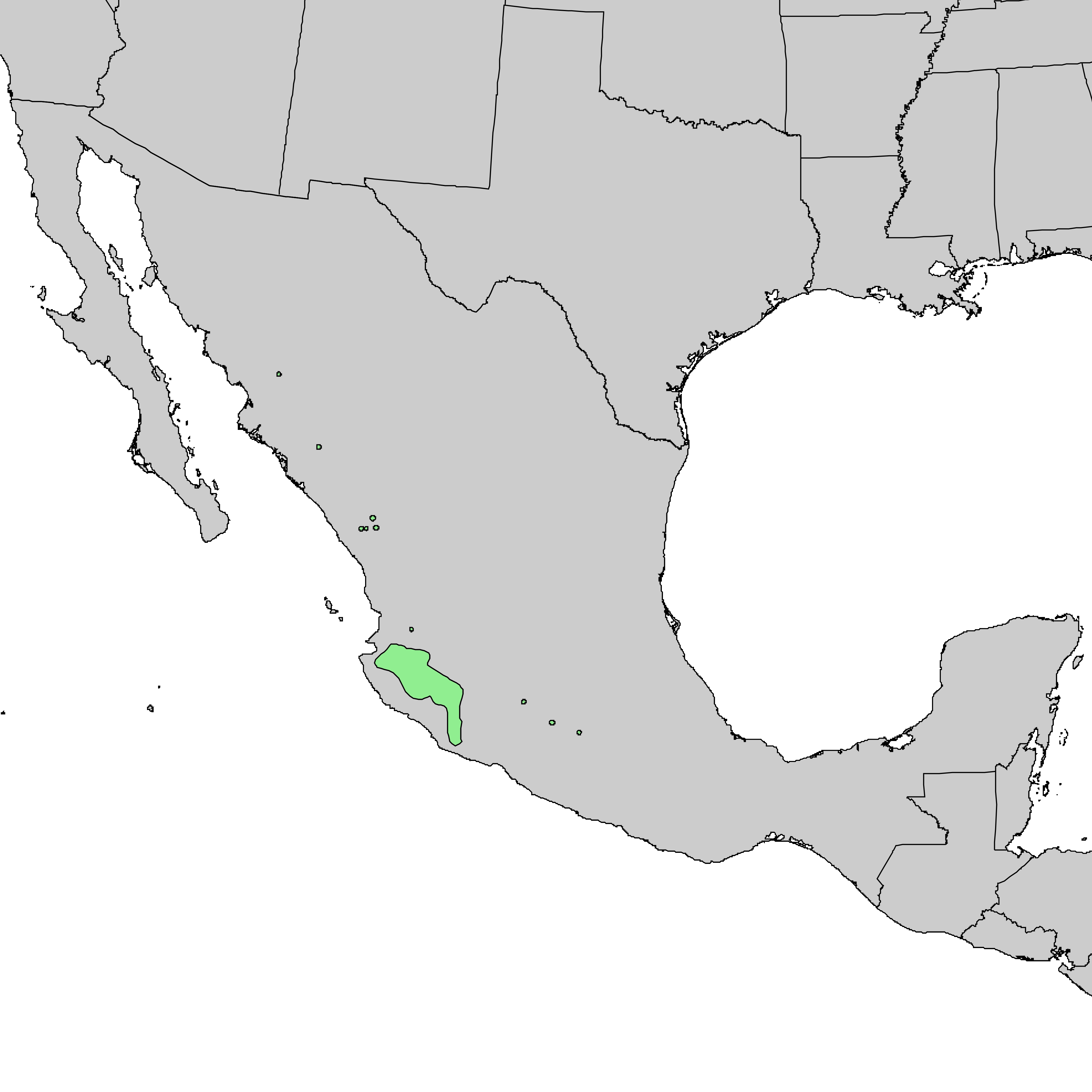
Distribuição